# 郭建英
郭建英（1962年8月—），河北深泽人，汉族，中国共产党党员。中华人民共和国政治人物、第十三届全国人民代表大会河北地区代表。曾任保定市人民政府市长。
2018年，被选为全国人大代表。

## 生平
1981年9月，就读于石家庄师范专科学校中文系。1983年6月，加入中国共产党，同年8月参加工作，任石家庄师专党委办公室干事，任职期间1985年8月至1988年8月在河北教育学院教育行政管理专业函授学习。
1990年12月，任石家庄地委组织部知工科副科级秘书，1992年8月任正科级秘书。1993年7月任石家庄市委组织部正科级秘书。1994年5月，任石家庄市委办公厅副处级秘书。
1995年2月，调至井陉县任县委常委、组织部部长。1996年6月任县委常委、副县长。1998年1月任井陉县委副书记、县长。
2000年1月，调至黄骅市任市委副书记、市长兼黄骅经济技术开发区管委会主任。任职期间在中央党校成人教育学院在职研究生班经济学专业学习。
2002年9月，任盐山县委书记。2006年1月，任黄骅市委书记。2008年10月，因渤海新区管理体制调整，被免职待安排。2018年2月24日，当选为第十三届全国人大代表。
2009年1月，任沧州市副市长。2013年3月，任邯郸市委常委、组织部部长。
2015年3月，调至保定市任市委常委、副市长。次年10月，任市委副书记、市政府代市长、党组书记。2017年4月，真除為市长。
2021年4月不再担任保定市人民政府市长，出任为河北省人防办主任。